# Прелюдия до-диез минор (Рахманинов)
Прелюдия (фр. Prélude) до-диез минор op. 3, No. 2 — одно из самых известных и популярных произведений русского композитора Сергея Васильевича Рахманинова. Является второй частью цикла из пяти номеров «Пьесы-фантазии» для фортепиано ор. 3 (фр. Morceaux de fantaisie), созданного в 1892 году. Первое публичное исполнение прелюдии автором состоялось 26 сентября 1892 года в Москве. Весь опус был закончен в первой половине декабря 1892 года и в составе пяти пьес исполнен 28 декабря в концерте Рахманинова в Харькове. В 1893 году цикл был опубликован издательством «А. Гутхейль» с посвящением Антону Аренскому, учителю Рахманинова по композиции. Композитор сделал электроакустическую запись пьесы для пианолы Welte-Mignon и на фортепианных катушках Ampico. Он также создал её переложение для фортепиано в четыре руки. Пьеса подвергалась неоднократным переложениям для различных инструментов, в том числе оркестровалась.

## Создание

### Предыстория

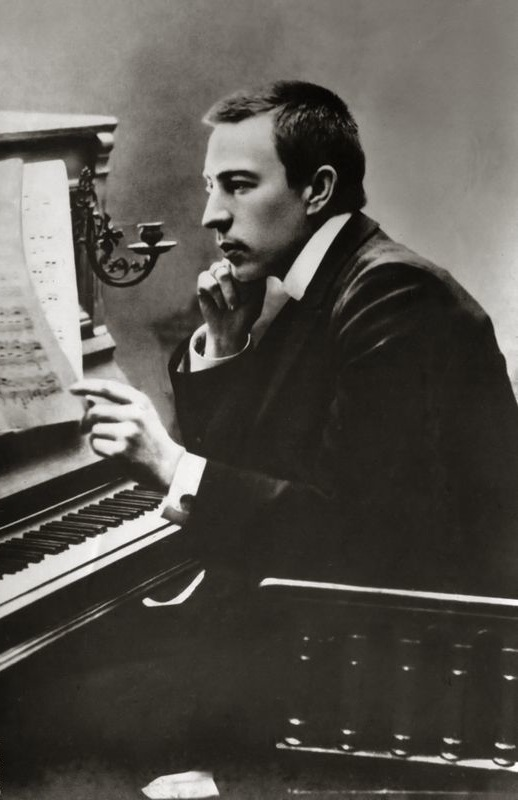
Сергей Рахманинов у пианино, начало 1900-х годов

Пятичастный цикл «Пьесы-фантазии» для фортепиано ор. 3 (фр. Morceaux de fantaisie) является одним из первых произведений, который 19-летний Сергей Рахманинов написал как «свободный художник» после окончания в мае 1892 года Московской консерватории. Выпускной экзамен по классу свободного сочинения состоялся 7 мая, по его результатам экзаменационная комиссия поставила Рахманинову высший балл — «5+». После этого, по решению совета консерватории, ему была присуждена большая золотая медаль, а его имя удостоилось чести быть занесённым на мраморную доску. На протяжении лета 1892 года, нуждаясь в деньгах, молодой композитор с целью заработка жил в Костромской губернии в имении И. Коновалова, сыну которого он преподавал игру на фортепиано и скрипке. О своём материальном положении в этот период и о том, что через год после окончания консерватории он оказался без необходимых средств, Рахманинов позже говорил: «Музыка не доходная профессия, даже для тех, кто достиг известности, а для начинающего даже безнадёжная».

### Создание
Уехав в Москву, Рахманинов вернулся в столичную музыкальную жизнь и вновь стал выступать с концертами. Однако они носили эпизодический характер, и ему приходилось играть в «сборных» концертах — очень неровных по составу исполнителей и с «пёстрой» программой. Во второй половине 1892 года он работал над несколькими произведениями, в том числе над циклом «Пьесы-фантазии». По поводу создания Прелюдии из этого сочинения композитор позже говорил: «В один прекрасный день прелюдия просто пришла сама собой, и я её записал. Она явилась с такой силой, что я не мог от неё отделаться, несмотря на все мои усилия». Также, по его словам, кроме намерения заработать его «вдохновляло только желание создать что-то прекрасное и художественное».
Первое публичное исполнение прелюдии прошло 26 сентября 1892 года на 18-м симфоническом концерте под управлением дирижёра Войтеха Главача, прошедшего в ходе Первой московской электрической выставки. Это было первое выступление Рахманинова в качестве пианиста со времени окончания консерватории, что было отдельно отмечено в прессе ещё до концерта. Он исполнил несколько сочинений: первую часть Четвёртого концерта Артура Рубинштейна, «Колыбельную» Фредерика Шопена, транскрипцию Ференца Листа вальса из оперы «Фауст» Шарля Гуно, а на бис сыграл прелюдию cis-moll, которая сразу же понравилась публике. На выступление Рахманинова откликнулось несколько столичных изданий, в частности: «Московский листок», «Русские ведомости», «Артист». Критик из последнего журнала писал в статье «Концерты на электрической выставке»:
Исключительный интерес придавал этому концерту г. Рахманинов. Последний нынешней весной только окончил курс в Московской консерватории как теоретик и пианист по классу профессора Зилоти. 1-я часть концерта Рубинштейна в d-moll прекрасно была исполнена им технически и музыкально. Ряд фортепианных пьес соло: „Berceuse“ Шопена, вальс из оперы „Фауст“ в переложении Листа и прелюдия собственного сочинения — возбудили не меньший восторг.
Пианистка Елена Гнесина позже вспоминала о том впечатлении, которое произвело исполнение этого произведения на слушателей: «Прелюдия нас поразила, в отличие от обычных юношеских опытов, она была совершенно самобытна, обещая в будущем раскрытие огромного композиторского таланта её автора».
Осенью Рахманинов работал над четырьмя другими пьесами цикла, получившими при издании номера: № 1 («Элегия»), № 3 («Мелодия»), № 4 («Полишинель») и № 5 («Серенада»). Они были закончены в декабре 1892 года и в составе цикла стали его первым опусом для фортепиано соло. Об окончании работы над циклом известно из московского письма композитора от 14 декабря 1892 года. Оно было адресовано его другу и певцу Михаилу Слонову, который организовал в декабре 1892 года для Рахманинова концертные поездки по городам России. В нём последний передаёт интервью Петра Чайковского от 6 декабря газете «Петербургские ведомости», отметившего перспективных молодых композиторов России, среди которых, наряду с Рахманиновым, классик русской музыки назвал Антона Аренского и Александра Глазунова. По этому поводу воодушевлённый таким отзывом композитор писал: «Это было мне действительно приятно. Спасибо старику, что не позабыл меня. После того как прочитал, сел за фортепиано и сочинил пятую вещь. Так и буду издавать пять вещей».
Мне нужны были деньги, я написал эту Прелюдию и продал её издателю за предложенную им сумму. Одним словом, я получил за неё сорок рублей  — это около двадцати долларов на ваши деньги. Согласитесь — вознаграждение весьма скудное, если принять во внимание сумму, вырученную за неё издателями. Но в этом случае закон компенсации сработал хорошо, и у меня нет причин быть недовольным.
«Пьесы-фантазии» в составе пяти номеров были исполнены 28 декабря композитором в ходе концерта в зале Городского дома Харькова. По мнению Юрия Келдыша, скорее всего это было первое публичное исполнение этого опуса. 27 января 1893 года цикл был снова исполнен автором в ходе концерта в Харькове в зале дворянского собрания. По поводу исполнения ставшего популярным цикла композитор писал 11 января Слонову, что в программу выступления необходимо внести дополнение о том, что он исполняется именно в связи с пожеланиями публики, так как некоторые могут заявить, что он написал только пять пьес, которые неизменно повторяет в каждом своём концерте.
Прелюдия была опубликована в 1893 году (по некоторым данным в 1893 году) издательством «А. Гутхейль», с которым композитор работал до 1915 года (до его закрытия), и значилась второй из пяти «Пьес-фантазий» ор. 3 (фр. Morceaux de fantaisie). Опус был посвящён Аренскому, преподавателю гармонии композитора в консерватории. Ещё до публикации этого сочинения автор направил его для ознакомления Чайковскому. Сведений о том, что последний высказал своё мнение непосредственно Рахманинову, не сохранилось, но его положительная реакция известна из письма к Александру Зилоти. В нём, в частности, Чайковский писал: «Мне очень также нравятся его фортепианные пьесы, особенно Прелюдия и Мелодия». Так как в то время Россия не была участником Бернской конвенции 1886 года, издатели не платили авторские отчисления и кроме гонорара за публикацию композитор за Прелюдию больше ничего не получил. Автограф цикла хранится в фондах Российского национального музея музыки (ф. 18, № 180—184).

## Характеристика
По словам биографа композитора Ольги Соколовой, невзирая на то, что Прелюдия представляет собой небольшую по размеру пьесу, она «полна сдержанного пафоса, покоряет широтой замысла, пианистическим размахом». Келдыш характеризовал пьесу следующим образом: «С пианистической точки зрения, прелюдия замечательна монументальностью звучания, мастерством регистровки, одновременного сопоставления разных планов; фортепиано звучит подобно целому оркестру или мощному большому органу…» Музыковед Вера Брянцева резюмировала свой анализ произведения таким образом: «…в Прелюдии самобытно сконцентрировались широко воздействующие выразительные средства, имеющие многовековые жанрово-стилистические корни, национальные и интернациональные. Неумирающая тема „схватки с судьбой“ воплотилась с драматической остротой и трагедийной глубиной, чутко созвучными напряженному мироощущению своего вре- мени, помыслам множества людей в преддверии трудного и великого нового века».
Прелюдия состоит из трёх главных частей (сложная трёхчастная форма) и коды:

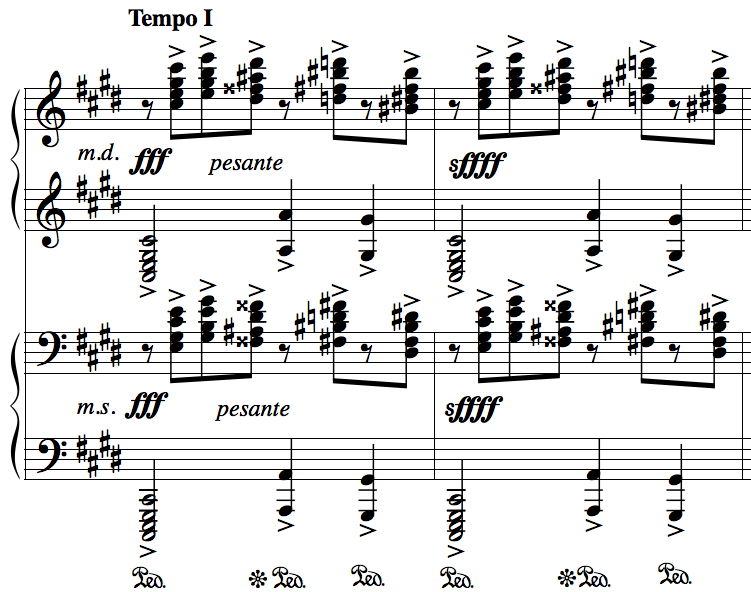
Массивная тема занимает четыре нотоносца во втором эпизоде А. Ноты верхних двух нотоносцев играют правой рукой, нижних двух — левой

- Пьеса начинается мрачным мотивом из трёх нот, исполняемых фортиссимо в тональности до-диез минор, которая преобладает в произведении. По словам композитора, «три ноты в виде октавного унисона» необходимо исполнять «торжественно и угрожающе»[17]. Каденционный мотив всё время повторяется, он звучит на протяжении 12-ти тактов первого раздела: «в противовес ему в обоих ключах звучит контрастная мелодия в аккордовых последованиях»[17]. В третьей строке громкость меняется на пиано-пианиссимо для экспозиции темы.

- Вторая часть подвижная и обозначена как Agitato (взволнованно), начинается с хроматических триолей, зажигательно строится в соединённые аккордовые триоли, которые переходят в интенсивную репризу главной темы: «Стремительные пассажи средней части врываются подобно нарастающей буре: напряжение усиливается, и в момент наивысшего подъёма снова выступает на первый план основная тема как грозная, несокрушимая сила»[14]. Некоторые аккорды в эпизоде отмечены четырёхкратным сфорцандо.

- Пьеса завершается короткой кодой, заканчивающейся тихо. По словам автора: «Буря стихает, музыка постепенно успокаивается и семитактная кода завершает сочинение»[17].

## Признание и интерпретации
Прелюдия по своей природе абсолютная музыка, и её нельзя ограничить рамками программной или импрессионистической музыки. Комментаторы приписывали прелюдиям Шопена всевозможные фантастические значения. Одну из них даже назвали «Дождевые капли». Можно напомнить рассказ Жорж Занд, как рассердился Шопен, когда она обратила его внимание на приписываемую его гармонии звукоподражательность.
Прелюдия стала одним из самых известных произведений Рахманинова. Считается, что его двоюродный брат — Александр Зилоти — сыграл определяющую роль в обеспечении успеха пьесы на Западе. Осенью 1893 года он гастролировал в Англии и Германии с программой, которая содержала прелюдию. Критик из «Вестминстерской газеты», сравнивая произведение Рахманинова с исполненными в том же концерте сочинениями Милия Балакирева и Александра Глазунова, отмечал: «Прелюдия Рахманинова — по музыке лучшая из всех трёх и решительно произвела впечатление». Другой рецензент указывал на то, что: «Русская музыка мало известна в нашей стране, но, судя по тому, какой взрыв аплодисментов последовал за исполнением первого из её образцов, прелюдии Рахманинова (ор. 3), надо её слышать, чтобы оценить». Лондонская пресса также положительно отзывалась о пьесе, называя её: «Очаровательная новинка», «смелое и оригинальное произведение». Вскоре лондонские издатели выпустили несколько изданий с такими программными названиями, как «Горение Москвы», «Судный день» и «Московский вальс». В Америке последовали этому примеру и опубликовали пьесу с другими названиями, например она стала известна как «Московские колокола». Весной 1899 года композитор гастролировал со своими произведениями в Англии, где к удивлению узнал о большой популярности своего произведения, а в газетах его даже называли: «Человек, написавший прелюдию до-диез минор». Произведение было настолько популярным, что его называли просто «Прелюдия»; аудитория могла требовать исполнить её на бис, во время выступлений автора выкрикивая: «До-диез». Кроме того, американская публика часто просила исполнить пьесу, бисируя просто слово: «Это» («It»). По просьбам слушателей Рахманинов часто включал прелюдию в программу своих концертов и исполнял её вплоть до последних лет. По свидетельству окружения композитора и биографов, «исключительная» популярность пьесы и попытки истолкования, придания ей некой программности были ему неприятны. Американский секретарь Рахманинова Дагмара Барклай (Dagmar Barclay) приводила следующие подробности: «Так как к нему постоянно обращались за объяснениями, что он изображает в своей прелюдии cis-moll, то кончилось тем, что мы приготовили стереотипный ответ. На вопрос: „Не написал ли Рахманинов о человеке, заживо погребённом в землю, не связана ли прелюдия с историей каторжан в Сибири“ и т. д., ответ был: „Никакая история с прелюдией не связана, он просто писал музыку“». В 1942 году Рахманинов в компании с Владимиром Горовицем побывали на голливудской студии Уолта Диснея, где посмотрели мультфильм «Деревенская опера» (1929). В нём Микки Маус играет прелюдию на рояле. После этого композитор заметил: «Я слышал мою неизбежную пьесу, чудесно переданную лучшими пианистами и жестоко исковерканную любителями, но никогда не был так взволнован, как при исполнении её великим Мышиным маэстро». 
Рахманинов сделал электроакустическую запись пьесы для пианолы Welte-Mignon и на фортепианных катушках Ampico. Он также сделал её переложение для фортепиано в четыре руки, которое было опубликовано в 1938 году в Париже и Нью-Йорке. Также пьеса неоднократно была обработана для различных инструментов, в том числе оркестрована Рейнгольдом Глиэром и Леопольдом Стоковским.